# Tosefta
| Židé a judaismus |
| Židé • Judaismus • Kdo je Žid |
| Ortodoxní • Konzervativní (Masorti) Progresivní (Reformní - Liberální) • Ultraortodoxní Samaritáni • Falašové • Karaité                                                                                            |
| Etnické skupiny a jazyky |
| Aškenázové • Sefardové • Mizrachim Hebrejština • Jidiš • Ladino • Ge'ez • Buchori |
| Populace (vývoj) |
| Evropa • Amerika • Asie • Afrika • Austrálie |
| Náboženství |
| Bůh • Principy víry • Boží jména 613 micvot • Halacha • Noachidské zákony Mesiáš • Eschatologie |
| Židovské myšlení, filosofie a etika |
| Židovská filosofie Cdaka • Musar • Vyvolenost Chasidismus • Kabala • Haskala |
| Náboženské texty |
| Tóra • Tanach • Mišna • Talmud • Midraš Tosefta • Mišne Tora • Šulchan aruch Sidur • Machzor • Pijut • Zohar |
| Životní cyklus, tradice a zvyky |
| Obřízka • Pidjon ha-ben • Simchat bat • Bar micva Šiduch • Svatba • Ketuba • Rozvod (Get) • Pohřeb Kašrut • Židovský kalendář • Židovské svátky Talit • Tfilin • Cicit • Kipa Mezuza • Menora • Šofar • Sefer Tora |
| Významné postavy židovství |
| Abrahám • Izák • Jákob • Mojžíš Šalomoun • David • Elijáš • Áron Maimonides • Nachmanides • Raši Ba'al Šem Tov • Ga'on z Vilna • Maharal                                                                           |
| Náboženské budovy a instituce |
| Chrám • Synagoga • Ješiva • Bejt midraš Rabín • Chazan • Dajan • Ga'on Kohen (kněz) • Mašgiach • Gabaj • Šochet Mohel • Bejt din • Roš ješiva                                                                      |
| Židovská liturgie |
| Šema • Amida • Kadiš Minhag • Minjan • Nosach Šacharit • Mincha • Ma'ariv • Musaf |
| Dějiny Židů |
| starověk • středověk • novověk |
| Blízká témata |
| Antisemitismus • Gój • Holocaust • Izrael Filosemitismus • Sionismus Abrahámovská náboženství |
| z • d • e |

Tosefta, (aramejsky: תוספתא, nezaměňovat s tosafot) je vedle mišny druhá sbírka ústní tradice judaismu.

## Původ a stavba Tosefty
Tosefta znamená „doplněk“, konkrétně doplněk k ústně tradovanému učení, tj. k mišně. Sbírka, která je pod tímto jménem známá, má stejnou strukturu jako mišna, a je někdy nazývána jako Šest pořádků Tosefty - Šiša sidrej Tosefta - ששה סדרי תוספתא. S malými odchylkami v názvech a především pořadí se Tosefta skládá s týchž šesti pořádků (sedarim) a týchž traktátů (masechtot) jako mišna. Výjimkami jsou traktáty Avot, Tamid, Midot a Kinim které v Toseftě chybí; traktát Kelim je naopak rozdělen na tři „brány“ (podobně jako byl v mišně rozdělen na tři brány traktát Nezikin). Rozsah Tosefty je zhruba čtyřikrát větší než Mišny.

### Tradiční podání
Tosefta je psána mišnickou hebrejštinou s výpůjčkami z řečtiny a latiny, tudíž v podstatě stejným jazykem jako mišna. Původ a autorství Tosefty je nejasné. Podle jedné tradice byl autorem anonymní části Tosefty rabi Nechemja z Uši, učenec o jednu generaci mladší než rabi Akiva (kterému jsou připisovány anonymní výroky mišny), podle druhé, mnohem populárnější, je autorem rabi Chija bar Aba, současník rabiho Jehudy ha-Nasiho. Ha-Meiri označuje Toseftu za barajty, pravděpodobně pod vlivem Talmudu, kde bývají jako Tosefta označeny různé doplňky k Mišně, nikoli tedy vlastní sbírka Tosefta. J. N. Esptein bere oba tradiční zdroje více méně vážně s tím, že podle něj je Tosefta zaznamenaná halacha, jak ji učil raban Šim'on ben Gamali'el (což byla původní oficiální mišna), respektive její odchylky od mišny rabiho Jehudy ha-Nasiho. Tuto teorii není možné brát jinak, než jako čistě hypotetickou a nedoložitelnou.

### Vědecký výzkum
Kriticko-vědecká teorie je mnohem komplikovanější a doposud se nepodařilo najít jednotnou odpověď na otázky:
- Je starší mišna nebo Tosefta?
- Kdo je autorem Tosefty?
- Jaký je účel Tosefty?

Výsledek všech porovnávacích studií mezi mišnou a Toseftou, totiž přinesl více problémů a další množství otázek, než aby na ně odpovídal. Podle Güntera Stembergera by se vztah mezi Mišnou a Toseftou dal rotřídit následovně:
- Tosefta je s mišnou v určitých pasážích více méně totožná.
- V jiných případech uvádí Tosefta autory výroků, které jsou v mišně anonymní.
- Tosefta někdy působí jako komentář k neexistujícímu textu mišny.
- Tosefta uvádí mnohem více agadického materiálu a dalších doplňujících látek, než mišna (proto je také mnohem obsáhlejší).
- V jiných pasážích si mišna a Tosefta co se týče tradentů a platné halachy protiřečí.
- Někdy se zdá, že Tosefta a její uspořdání látky je logičtější a původnější, než uspořádání mišny.
- Vyjadřování Tosefty je mnohem méně heslovité než u mišny, tudíž se dá předpokládat, že učení Tosefty nebylo určeno k ústnímu předávání a k memorování nazpaměť, jako v případě mišny.

Podle M. S. Zuckermandla je Tosefta „mišnou“ Jeruzalémského talmudu. Tato teorie není udržitelná, i když je pravda, že se v obou talmudech vyskytují pasáže, které při aplikaci na mišnu nedávají smysl, naopak, dávají je při aplikaci na Toseftu. Podobně je to se vztahem Tosefty a barajtot, zvláště těch obsažených v Babylónském talmudu. Nepodařilo se jednoznačně prokázat, zda případy, kdy se barajta a Tosefta shodují, mají svůj původ v tom, že barajta je citací Tosefty, nebo naopak - zda se barajty staly základem učení sebraného v Toseftě.
Kritický rozbor pasáží Tosefty zkrátka znemožňuje jednoznačně říci, že Tosefta byla pouze kompilací učení, které se do mišny nedostalo nebo s ní bylo přímo v rozporu (této teorii sice nahrává skutečnost, že Tosefta v mnoha případech předpokládá znalost mišny), zároveň ale u některých traktátů se zdá, že spíše Mišna předpokládá znalost Tosefty.
Na základě různých srovnání je možné považovat Toseftu za úplně první, tanaitský, komentář k mišně, na základě jiných pasáží je naopak možné Toseftu považovat za samostatné dílo (a její název tudíž za „mylný“).

## Studium Tosefty
Toseftu znali určitě již babylónští gaoni, avšak byla studována jako doplněk mišny. Komentáře k samotné Toseftě vznikaly až v pozdním středověku, resp. v raném novověku. Jeden z nejvýznamnějších komentářů sepsal David Parda, další, k sederu Teharot, je dílem Gaona z Vilna, který se stal součástí rommovského vydání Tosefty. Z Vilniusu pocházel i Jechezkel Abramsky, autor obsáhlého komenáře k Toseftě Chazon Jechezkel. Moderní komentáře k Toseftě se nevyskytují, pokud pomineme práci Jacoba Neusnera a jeho žáků. Kritické a velmi kvalitní vydání Tosefty připravil Saul Lieberman pod názvem Tosefta ki-fšuta.